# Ulrich Peltzer
(Frase pronunciata durante un'intervista)
Ulrich Peltzer (Krefeld, 9 dicembre 1956) è uno scrittore tedesco.

## Vita
Ulrich Peltzer studia filosofia e psicologia sociale a Berlino fino al 1975. Si specializza come psicologo nel 1982 e intraprende anche la carriera di scrittore. Fino ad ora ha scritto 5 novelle delle quali, quattro sono ambientate a Berlino e una a New York. Oggigiorno Ulrich Peltzer vive a Berlino.

## Opere
- Teil der Lösung, Ammann-Verlag, Zürich 2007
- Bryant Park, Zürich 2002
- Alle oder keiner (tutti o nessuno), Zürich 1999
- Stefan Martinez, Zürich 1995
- Die Sünden der Faulheit (the sins of the laziness), Zürich 1987
- Vom Verschwinden der Illusionen und den wiedergefundenen Dingen. Rede an die Abiturienten des Jahrgangs. Merzig 2008, ISBN 978-3-938823-37-8.
- Unter dir die Stadt. 2010, Drehbuch, Co-Autor.
- Angefangen wird mittendrin. Frankfurter Poetik-Vorlesungen. S. Fischer Verlag, Frankfurt am Main 2011, ISBN 978-3-10-060806-2.
- Das bessere Leben, Roman, S. Fischer Verlag, Frankfurt am Main 2015, ISBN 978-3-10-060805-5.